# Gemeinde Šentilj

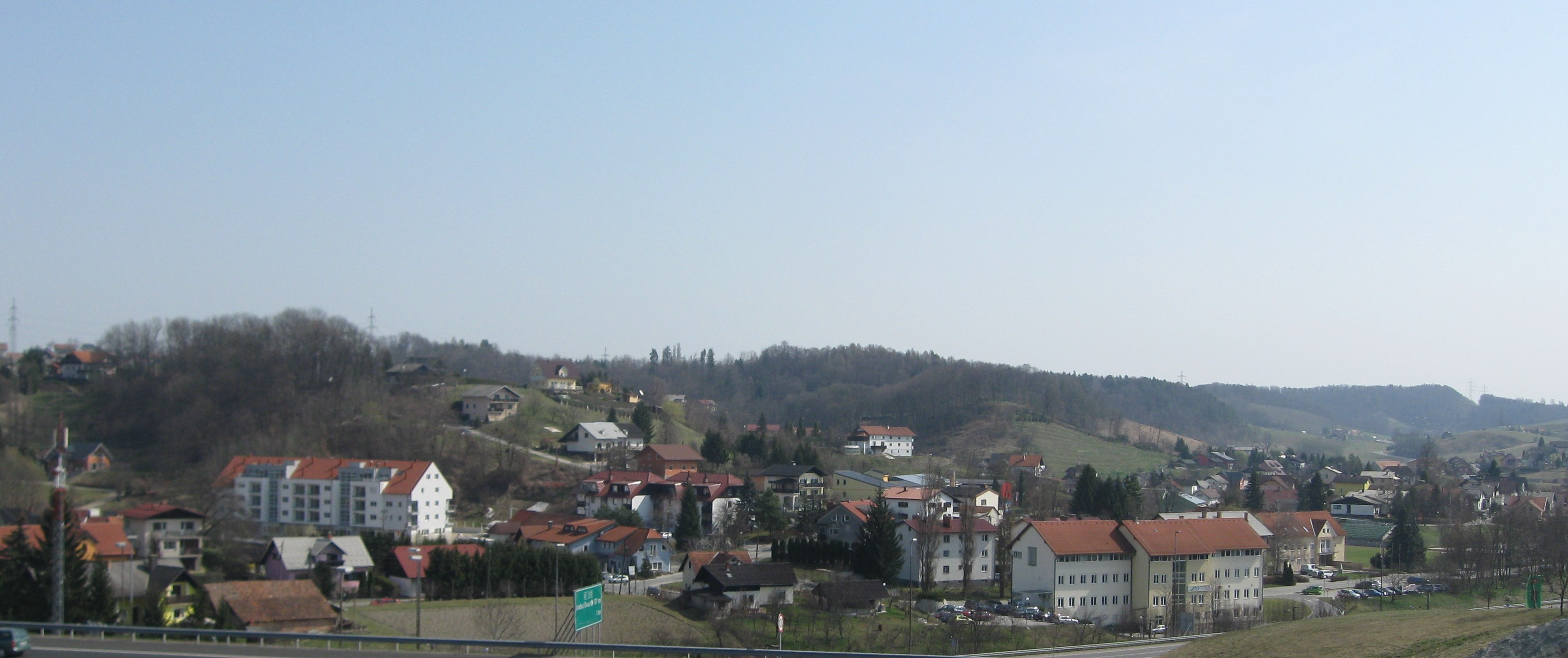
Blick über den Hauptort der Gemeinde Šentilj v Slovenskih goricah.

Die Gemeinde Šentilj (deutsch: Sankt Egidi; seltener auch: Sankt Ilgen) ist eine Gemeinde im Nordosten Sloweniens, direkt an der Grenze zu Österreich. Sie liegt in der historischen Landschaft Spodnja Štajerska (Untersteiermark) und in der statistischen Region Podravska. Verwaltungssitz ist Šentilj.

## Geographie

### Lage
Šentilj liegt am nördlichen Rand der Slovenske gorice (Windische Bühel) auf etwa 300 m. ü. A. Ein großer Teil der Nordgrenze der Gemeinde wird durch die Mur und damit der Grenze zu Österreich gebildet. Neben der Mur sind die Cirknica (Zirknitzbach), die Velka (Wöllingbach) und die Ščavnica (Stainz) wichtige Gewässer in der Region, sie alle fließen in südliche Richtung zur Drau. Der Hauptort befindet sich im Westen des Gemeindegebiets.
Die nächsten größeren Städte sind Maribor etwa 14 km südlich und Graz in Österreich etwa 46 km nördlich.

### Gemeindegliederung
Die Gemeinde umfasst 22 Ortschaften. Die deutschen Exonyme in den Klammern stammen aus der Mitte des 19. Jahrhunderts und werden nicht mehr offiziell verwendet. (Einwohnerzahlen Stand 1. Januar 2018):
- Ceršak (Zierberg), 676
- Cirknica (Zirknitz), 112
- Jurjevski Dol (Georgenthal), 61
- Kaniža (Kanischa), 224
- Kozjak pri Ceršaku (Goissegg), 141
- Kresnica (Grassnitzberg), 135
- Plodršnica (Ploderberg), 116
- Selnica ob Muri (Zellnitz an der Mur), 1.018
- Sladki Vrh (Süssenberg), 708
- Spodnja Velka (Unterwölling), 436
- Srebotje (Lillachberg), 123
- Stara Gora pri Šentilju (Altenberg), 84
- Svečane (Siegersdorf), 184
- Šentilj v Slovenskih goricah (Sankt Egidi in Windischbüheln), 2.303
- Šomat (Schönwarth), 166
- Štrihovec (Strihovez), 272
- Trate (Wiesenbach), 264
- Vranji Vrh (Rabenberg), 402
- Zgornja Velka (Oberwölling), 769
- Zgornje Dobrenje (Oberdobreng), 92
- Zgornje Gradišče (Obergraditsch), 120
- Zgornji Dražen Vrh (Trassenberg), 115

### Nachbargemeinden
| Straß in Steiermark (A) | Mureck (A)                                  | Apače       |
|                         | Kompassrose, die auf Nachbargemeinden zeigt | Sveta Ana   |
| Kungota                 | Pesnica                                     | Sveti Jurij |

## Wirtschaft
In Šentilj befindet sich der größte Grenzübergang zwischen Österreich und Slowenien (Grenzübergang Spielfeld/Šentilj), der aber heute eine EU- und Schengen-Binnengrenze bildet. Neben den Wirtschaftszweigen im Dienstleistungssektor, die durch den Transitverkehr entstanden sind (z. B. Gastronomie), sind vor allem der Wein- und Obstbau von traditionell großer Bedeutung.
Größter Betrieb und Arbeitgeber in der Gemeinde ist die 1871 gegründete Papierfabrik Paloma im Ortsteil Sladki vrh.

## Verwaltung und Politik
Šentilj liegt in der Untersteiermark (slowenisch Spodnja Štajerska), einem Teil der historischen Region Steiermark (Štajerska). Heute gehört sie zur statistischen Region Podravska (Draugebiet).
Bürgermeister ist Štefan Žvab. Die Postleitzahl lautet 2212.

## Geschichte
Durch Šentilj führte im Altertum die Römerstraße von Poetovio (heute Ptuj) nach Flavia Solva (bei Leibnitz). Bei Sladki vrh wurden antike Gräber gefunden. In Ceršak wurde sogar eine befestigte Siedlung aus prähistorischer Zeit mit insgesamt elf Gebäuden aus verschiedenen Epochen (Bronzezeit, Kelten, Römer) entdeckt.
Als erster Ortsteil wurde Trate 1151 erstmals urkundlich erwähnt, der Ort Šentilj tauchte 1329 in einer Urkunde auf.
In Štrihovec (Strichowetz) wurden zu Beginn des 20. Jahrhunderts planmäßig protestantische Einwanderer aus Württemberg angesiedelt, die aber schon nach dem Zweiten Weltkrieg 1945 aus dem damaligen Jugoslawien vertrieben wurden.

### Sehenswürdigkeiten
In Šentilj ist besonders die ursprünglich mittelalterliche, 1806 in klassizistischem Stil neu errichtete Pfarrkirche St. Egidi sehenswert.
Im Gemeindegebiet von Šentilj befinden sich auch zwei Schlösser, von denen das niedriger gelegene Schloss Mureck (slowenisch Cmurek) bereits im Jahr 1151 urkundlich erwähnt wurde. Später kam es in den Besitz der Grafen von Cilli. Heute befindet sich in Schloss Mureck nach zahlreichen Umbauten des ursprünglich romanischen Baues in der zweiten Hälfte des 16. und im 18. Jahrhundert eine psychiatrische Anstalt, daher können die Innenräume und der Arkadenhof aus der Renaissance nicht besichtigt werden. Sehenswert ist allerdings das gotische Portal, und von der ehemaligen Zugbrücke bietet sich allerdings ein ausgezeichneter Blick auf den in Österreich gelegenen Grenzort Mureck.
Das höher gelegene Schloss Kapral (slowenisch Kapralov grad) ist wesentlich jünger und wurde erst im 19. Jahrhundert errichtet. Der frühere Eigentümer Harry Hanson legte hier 1903 einen botanischen Garten mit Tulpen und zahlreichen anderen Blumensorten an.
In Stara Gora (Altenberg) ist eine Barockkirche sehenswert, in Zgornja Velka (Oberwölling) die Kirche Maria Schnee (Marija Snežna) aus dem 18. Jahrhundert.

## Söhne und Töchter der Gemeinde
Aus Šentilj stammen unter anderem:
- Jakob Lorber (geboren in der Ortschaft Kaniža/Kanischa, 1800–1864), Schriftsteller und Musiker
- Mira Sardoc (1930–2008), bekannte slowenische Theater- und Filmschauspielerin
- Tone Kuntner (* 1943), slowenischer Dichter und Schauspieler
- Andreja Nikl (* 1985), Fußballspielerin